# Liste der Amtsgerichte im Königreich Hannover
Diese Liste der Amtsgerichte im Königreich Hannover enthält die 1852 eingerichteten 169 Amtsgerichte im Königreich Hannover.

## Amtsgerichte im Königreich Hannover
Die allgemeine Landesverwaltung übte zugleich auch Aufgaben der unteren Gerichtsbarkeit aus.
Im Königreich Hannover bestanden im Jahr 1852 insgesamt 274 Untergerichte. Dies waren 162 Ämter, 64 Patrimonialgerichte und 48 Magistrate.
Nach der Revolution von 1848 wurde im Königreich Hannover in einer Großen Justizreform die Rechtsprechung von der Verwaltung getrennt und die Patrimonialgerichtsbarkeit abgeschafft.
Das Amtsgericht wurde daraufhin mit der Verordnung vom 7. August 1852 die Bildung der Amtsgerichte und unteren Verwaltungsbehörden betreffend als königlich hannoversches Amtsgericht gegründet. Die Amtsgerichte waren 16 Obergerichten untergeordnet.
In Hannover, Hildesheim und Osnabrück bestanden jeweils ein Gericht für die Stadt und eines für das Amt. Diese wurden bereits kurz nach Einrichtung der Amtsgerichte zusammengelegt. Aus Kostengründen erfolgte im Jahr 1859 eine Neuorganisation. Im Rahmen dieser Neuorganisation wurden 55 Amtsgerichte aufgehoben und deren Gerichtsbezirk anderen Amtsgerichten zugeordnet.
Mit der Annexion Hannovers durch Preußen wurden die hannoverschen Amtsgerichte zu königlich preußischen Amtsgerichten in der Provinz Hannover.

## Liste
| Amtsgericht                           | Ort                         | Obergericht            | Gerichtsbezirk | Aufgelöst                                    | Aufnehmendes Gericht                                                                   |
| ------------------------------------- | --------------------------- | ---------------------- | --- | -------------------------------------------- | -------------------------------------------------------------------------------------- |
| Amtsgericht Aurich                    | Aurich                      | Obergericht Aurich     | Amt Aurich, Amt Timmel und Stadt Aurich | besteht                                      | 0                                                                                      |
| Amtsgericht Berum                     | Berum                       | Obergericht Aurich     | Aus dem Amt Berum die Orte Berum, Berumburg, Berumerfehn, Blandorf und Wichte, Hage, Halbemond, Hagermarsch, Baltrum und Norderney. | 1932                                         | 0                                                                                      |
| Amtsgericht Dornum                    | Dornum                      | Obergericht Aurich     | Aus dem Amt Berum die Orte Arle, Großheide, Menstede, Schleen, Nesse, Neßmersiehl, Westdorf, Dornum, Dornumergrode, Dornummersiehl, Schwittersum und vom Amt Esens die Orte Westeraccum und Westeraccumersiehl | 1859                                         | Amtsgericht Berum, Amtsgericht Esens                                                   |
| Amtsgericht Emden                     | Emden                       | Obergericht Aurich     | Amt Emden und Stadt Emden | besteht                                      | 0                                                                                      |
| Amtsgericht Esens                     | Esens                       | Obergericht Aurich     | Amt Esens außer den Orten Westeraccum und Westeraccumersiehl sowie die Stadt Esens | 1972                                         | 0                                                                                      |
| Amtsgericht Friedeburg                | Friedeburg                  | Obergericht Aurich     | Amt Friedeburg | 1859                                         | Amtsgericht Wittmund                                                                   |
| Amtsgericht Greetsiel                 | Pewsum                      | Obergericht Aurich     | Amt Greetsiel | 1859                                         | Amtsgericht Emden                                                                      |
| Amtsgericht Jemgum                    | Jemgum                      | Obergericht Aurich     | Amt Jemgum | 1879                                         | 0                                                                                      |
| Amtsgericht Leer                      | Leer (Ostfriesland)         | Obergericht Aurich     | Amt Leer und Stadt Leer | besteht                                      | 0                                                                                      |
| Amtsgericht Norden                    | Norden                      | Obergericht Aurich     | Amt Norden und Stadt Norden | besteht                                      | 0                                                                                      |
| Amtsgericht Stickhausen               | Stickhausen                 | Obergericht Aurich     | Amt Stickhausen und Amt Remels zu Stickhausen | 1879                                         | 0                                                                                      |
| Amtsgericht Weener                    | Weener                      | Obergericht Aurich     | Amt Weener | 1972                                         | 0                                                                                      |
| Amtsgericht Wittmund                  | Wittmund                    | Obergericht Aurich     | Amt Wittmund | besteht                                      | 0                                                                                      |
| Amtsgericht Ahlden                    | Ahlden (Aller)              | Obergericht Celle      | Amt Ahlden | 1973                                         | Amtsgericht Walsrode                                                                   |
| Amtsgericht Beedenbostel              | Beedenbostel                | Obergericht Celle      | Amt Beedenbostel | 1859                                         | Amtsgericht Celle                                                                      |
| Amtsgericht Bergen bei Celle          | Bergen (Landkreis Celle)    | Obergericht Celle      | Amt Bergen |                                              | 0                                                                                      |
| Amtsgericht Bissendorf                | Bissendorf                  | Obergericht Celle      | Aus dem Amt Burgwedel die Gemeinden der Vogtei Bissendorf-Essel: Abbensen, Bennemühlen, Berkhof, Bissendorf, Brelingen, Dubenboste und Rodenbostel, Elze, Gailhof, Hellendorf, Ickhorst, Meitze, Mellendorf, Negenborn, Ögenbostel mit Bestenborstel und Ibingen, Plumhof, Resse, Scheerenbostel, Sprockhof, Wennebostel, Wichendorf | 1859                                         | Amtsgericht Burgwedel                                                                  |
| Amtsgericht Burgdorf                  | Burgdorf (Region Hannover)  | Obergericht Celle      | Amt Burgdorf und Stadt Burgdorf | besteht                                      | 0                                                                                      |
| Amtsgericht Burgwedel                 | Burgwedel                   | Obergericht Celle      | Die Teile des Amtes Burgwedel, die vorher zur Amtsvogtei Burgwedel gehörten | besteht                                      | 0                                                                                      |
| Amtsgericht Celle                     | Celle                       | Obergericht Celle      | Amt Celle, Stadt Celle und Amt Winsen (Aller) | besteht                                      | 0                                                                                      |
| Amtsgericht Eicklingen                | Eicklingen                  | Obergericht Celle      | Amt Eicklingen | 1859                                         | Amtsgericht Meinersen                                                                  |
| Amtsgericht Fallersleben              | Fallersleben                | Obergericht Celle      | Amt Fallersleben | 1. Januar 1974                               | Amtsgericht Wolfsburg                                                                  |
| Amtsgericht Fallingbostel             | Bad Fallingbostel           | Obergericht Celle      | Aus dem Amt Fallingbostel die Gemeinden der Vogtei Fallingbostel: Adolphsheide, Bockhorn, Bommelsen, Böstlingen, Düshorn, Ettenbostel, Fallingbostel, Hartem, Krelingen, Kroge, Oberhode, Oberndorfmark, Örbke, Ostenholz, Rierde, Westenholz, Bockel, Dorfmark, Ober- und Unter-Einzingen, Fischendorf, Fuhrhop, Jettebruch, Mengebostel, Riepe, Westendorf, Anbauergemeinde Westendorf, Winkelhausen, Woltem, Gut und Gemeinde Wense. | 1859                                         | Amtsgericht Walsrode                                                                   |
| Amtsgericht Gifhorn                   | Gifhorn                     | Obergericht Celle      | Amt Gifhorn, Amt Papenteich und die Stadt Gifhorn | besteht                                      | 0                                                                                      |
| Amtsgericht Ilten                     | Ilten                       | Obergericht Celle      | Amt Ilten | 1859                                         | Amtsgericht Burgdorf                                                                   |
| Amtsgericht Isenhagen                 | Kloster Isenhagen           | Obergericht Celle      | Amt Isenhagen |                                              | 0                                                                                      |
| Amtsgericht Knesebeck                 | Knesebeck                   | Obergericht Celle      | Amt Knesebeck | 1859                                         | Amtsgericht Isenhagen                                                                  |
| Amtsgericht Meinersen                 | Meinersen                   | Obergericht Celle      | Amt Meinersen | 1959                                         | 0                                                                                      |
| Amtsgericht Rethem                    | Rethem (Aller)              | Obergericht Celle      | Amt Meinersen | 1859                                         | Amtsgericht Ahlden                                                                     |
| Amtsgericht Soltau                    | Soltau                      | Obergericht Celle      | Amt Soltau | besteht                                      | 0                                                                                      |
| Amtsgericht Walsrode                  | Walsrode                    | Obergericht Celle      | Aus dem Amt Fallingbostel die Gemeinden, der Amtsvoigtei Walsrode, die nicht dem Amtsgericht Fallingbostel zugeordnet sind, die Stadt Walsrode und aus dem Amt Rethem die Gemeinden Benzen, Borg mit West-Cordingen, Ebbingen, Fulde mit Nünningen und Gasenhof, Griemen mit Kettenburg und Fallbeck, Hünzingen, Idsingen, Sieverdingen, Stellichte, West-Ahrsen mit West-Jarlingen, (Gerichte Cordingen und Stellichte)                | besteht                                      | 0                                                                                      |
| Amtsgericht Dannenberg (Elbe)         | Dannenberg (Elbe)           | Obergericht Dannenberg | Amt Dannenberg und die Stadt Dannenberg | besteht                                      | 0                                                                                      |
| Amtsgericht Gartow                    | Gartow                      | Obergericht Dannenberg | Amt Gartow | 1872                                         | 0                                                                                      |
| Amtsgericht Hitzacker                 | Hitzacker (Elbe)            | Obergericht Dannenberg | Amt Hitzacker | 1859                                         | Amtsgericht Dannenberg                                                                 |
| Amtsgericht Lüchow                    | Lüchow (Wendland)           | Obergericht Dannenberg | Amt Lüchow, das Amt Clenze und die Stadt Lüchow | 1974                                         | 0                                                                                      |
| Amtsgericht Neuhaus im Lauenburgschen | Amt Neuhaus                 | Obergericht Dannenberg | Amt Neuhaus im Lauenburgschen |                                              | 0                                                                                      |
| Amtsgericht Wustrow                   | Wustrow (Wendland)          | Obergericht Dannenberg | Amt Wustrow | 1859                                         | Amtsgericht Lüchow                                                                     |
| Amtsgericht Goslar                    | Goslar                      | Obergericht Goslar     | Stadt Goslar und vom Amt Liebenburg die Gemeinden Jerstedt, Hahndorf, Grauhof und Riechenberg | besteht                                      | 0                                                                                      |
| Amtsgericht Liebenburg                | Liebenburg                  | Obergericht Goslar     | Amt Liebenburg ohne Jerstedt, Hahndorf, Grauhof und Riechenberg und das Amt Salzgitter zu Liebenburg | 1973                                         | 0                                                                                      |
| Amtsgericht Wohldenberg               | Burg Wohldenberg            | Obergericht Goslar     | Amt Wohldenberg | 1879                                         | 0                                                                                      |
| Amtsgericht Wöltingerode              | Kloster Wöltingerode        | Obergericht Goslar     | Amt Wöltingerode | 1879                                         | 0                                                                                      |
| Amtsgericht Adelebsen                 | Adelebsen                   | Obergericht Göttingen  | Amt Adelebsen | 1859                                         | Amtsgericht Uslar                                                                      |
| Amtsgericht Bovenden                  | Bovenden                    | Obergericht Göttingen  | Amt Bovenden | 1859                                         | Amtsgericht Göttingen                                                                  |
| Amtsgericht Dassel                    | Dassel                      | Obergericht Göttingen  | Amt Erichsburg | 1859                                         | Amtsgericht Einbeck                                                                    |
| Amtsgericht Dransfeld                 | Dransfeld                   | Obergericht Göttingen  | Amt Dransfeld | 1859                                         | Amtsgericht Münden                                                                     |
| Amtsgericht Einbeck                   | Einbeck                     | Obergericht Göttingen  | Amt Einbeck und Stadt Einbeck | besteht                                      | 0                                                                                      |
| Amtsgericht Friedland (Niedersachsen) | Friedland (Niedersachsen)   | Obergericht Göttingen  | Amt Friedland | 1859                                         | Amtsgericht Reinhausen                                                                 |
| Amtsgericht Göttingen                 | Göttingen                   | Obergericht Göttingen  | Amt Göttingen und Stadt Göttingen | besteht                                      | 0                                                                                      |
| Amtsgericht Hardegsen                 | Hardegsen                   | Obergericht Göttingen  | Teile des Amtes Moringen, darunter die Stadt Hardegsen | 1859                                         | Amtsgericht Northeim                                                                   |
| Amtsgericht Moringen                  | Moringen                    | Obergericht Göttingen  | Stadt Moringen und Teile des Amtes Moringen | 1859/1973                                    | Amtsgericht Northeim                                                                   |
| Amtsgericht Münden                    | Hann. Münden                | Obergericht Göttingen  | Amt Münden und Stadt Münden | besteht                                      | 0                                                                                      |
| Amtsgericht Nörten                    | Nörten-Hardenberg           | Obergericht Göttingen  | Amt Nörten | 1859                                         | Amtsgericht Northeim                                                                   |
| Amtsgericht Northeim                  | Northeim                    | Obergericht Göttingen  | Amt Northeim und Stadt Northeim | besteht                                      | 0                                                                                      |
| Amtsgericht Radolfshausen             | Radolfshausen               | Obergericht Göttingen  | Amt Radolfshausen | 1859                                         | Amtsgericht Göttingen                                                                  |
| Amtsgericht Reinhausen                | Reinhausen (Gleichen)       | Obergericht Göttingen  | Amt Reinhausen |                                              | 0                                                                                      |
| Amtsgericht Uslar                     | Uslar                       | Obergericht Göttingen  | Amt Uslar und Stadt Uslar | 1974                                         | 0                                                                                      |
| Amtsgericht Aerzen                    | Aerzen                      | Obergericht Hameln     | Die zum Amt Hameln gehörenden Ortschaften Aerzen, Amelgatzen, Dehmke, Dehrenberg, Deitlevsen, Gellersen, Grießem, Groß Berkel, Grupenhagen, Hämelschenburg, Königsförde, Laatzen, Multhöpen, Reher, Reinerbeckerhorst, Schwöbber, Selxen und Welsede | 1859                                         | Amtsgericht Hameln                                                                     |
| Amtsgericht Coppenbrügge              | Coppenbrügge                | Obergericht Hameln     | Amt Coppenbrügge | 1956                                         | 0                                                                                      |
| Amtsgericht Grohnde                   | Grohnde                     | Obergericht Hameln     | Amt Grohnde | 1859                                         | Amtsgericht Hameln                                                                     |
| Amtsgericht Hameln                    | Hameln                      | Obergericht Hameln     | Die zum Amt Hameln gehörenden Ortschaften Wehrbergen, Dehmkerbrock, Gut Posteholz, Egge, Hemeringen, Haverbeck, Helpensen, Halvestorf, Herkendorf, Lachem, Klein Berkel, Ohr, Afferde, Klein-Hilligsfeld, Rohrsen, Tündern sowie die Stadt Hameln | besteht                                      | 0                                                                                      |
| Amtsgericht Lauenau                   | Lauenau                     | Obergericht Hameln     | Amt Lauenau | 1859                                         | Amtsgericht Springe                                                                    |
| Amtsgericht Lauenstein                | Lauenstein (Salzhemmendorf) | Obergericht Hameln     | Amt Lauenstein | 1859                                         | Amtsgericht Coppenbrügge                                                               |
| Amtsgericht Münder                    | Bad Münder am Deister       | Obergericht Hameln     | Die zum Amt Springe gehörenden Ortschaften Behrensen, Diedersen, Flegessen, Hachmühlen, Hasperde, Holtensen, Klein Süntel, Unsen, Welliehausen und die Stadt Münder | 1859                                         | Amtsgericht Springe                                                                    |
| Amtsgericht Polle                     | Polle                       | Obergericht Hameln     | Amt Polle und die Stadt Bodenwerder | 1932                                         | 0                                                                                      |
| Amtsgericht Springe                   | Springe                     | Obergericht Hameln     | Die zum Amt Springe gehörenden Ortschaften Altenhagen, Alvesrode, Zum Cöllnischen Felde, Saupark, Bölssen, Mittelrode, Bockerode, das Vorwerk Thale und das einzelne Haus am Daberge | besteht                                      | 0                                                                                      |
| Amtsgericht Calenberg                 | Calenberg                   | Obergericht Hannover   | Teile des Amtes Calenberg | 1932                                         | Amtsgericht Elze                                                                       |
| Amtsgericht Eldagsen                  | Eldagsen                    | Obergericht Hannover   | Teile des Amtes Calenberg | 1859                                         | Amtsgericht Calenberg                                                                  |
| Amtsgericht Hannover                  | Hannover                    | Obergericht Hannover   | Amt Hannover und Amt Linden zu Hannover | besteht                                      | 0                                                                                      |
| Amtsgericht Langenhagen               | Langenhagen                 | Obergericht Hannover   | Amt Langenhagen | 1859                                         | Amtsgericht Hannover                                                                   |
| Amtsgericht Neustadt am Rübenberge    | Neustadt am Rübenberge      | Obergericht Hannover   | Amt Neustadt am Rübenberge und einen Teil des Amtes Ricklingen | besteht                                      | 0                                                                                      |
| Amtsgericht Ricklingen                | Schloß Ricklingen           | Obergericht Hannover   | den größeren Teil des Amtes Ricklingen | 1854                                         | Amtsgericht Neustadt am Rübenberge                                                     |
| Amtsgericht Stadt Hannover            | Hannover                    | Obergericht Hannover   | Stadt Hannover | 1856                                         | Amtsgericht Hannover                                                                   |
| Amtsgericht Wennigsen (Deister)       | Wennigsen (Deister)         | Obergericht Hannover   | Amt Wennigsen | besteht                                      | 0                                                                                      |
| Amtsgericht Wunstorf                  | Wunstorf                    | Obergericht Hannover   | Amt Blumenau zu Wunstorf | 1959                                         | teilweise nach Amtsgericht Hannover, teilweise nach Amtsgericht Neustadt am Rübenberge |
| Amtsgericht Alfeld                    | Alfeld (Leine)              | Obergericht Hildesheim | Amt Alfeld und Stadt Alfeld | besteht                                      | 0                                                                                      |
| Amtsgericht Bockenem                  | Bockenem                    | Obergericht Hildesheim | Amt Bockenem | 1866                                         | 0                                                                                      |
| Amtsgericht Elze                      | Elze                        | Obergericht Hildesheim | Amt Elze | besteht                                      | 0                                                                                      |
| Amtsgericht Gronau                    | Gronau (Westf.)             | Obergericht Hildesheim | Amt Gronau | besteht                                      | 0                                                                                      |
| Amtsgericht Hildesheim                | Hildesheim                  | Obergericht Hildesheim | Amt Hildesheim und das Amt Marienburg zu Hildesheim | besteht                                      | 0                                                                                      |
| Amtsgericht Stadt Hildesheim          | Hildesheim                  | Obergericht Hildesheim | Stadt Hildesheim | 1856                                         | Amtsgericht Hildesheim                                                                 |
| Amtsgericht Lamspringe                | Lamspringe                  | Obergericht Hildesheim | Amt Lamspringe |                                              | 0                                                                                      |
| Amtsgericht Peine                     | Peine                       | Obergericht Hildesheim | Amt Peine und das Amt Hohenhameln zu Peine und die Stadt Peine | besteht                                      | 0                                                                                      |
| Amtsgericht Ruthe                     | Ruthe                       | Obergericht Hildesheim | Amt Ruthe | 1859                                         | Amtsgericht Hildesheim                                                                 |
| Amtsgericht Steinbrück                | Steinbrück (Söhlde)         | Obergericht Hildesheim | Amt Steinbrück | 1866                                         | 0                                                                                      |
| Amtsgericht Bederkesa                 | Bad Bederkesa               | Obergericht Lehe       | Amt Bederkesa | 1859                                         | Amtsgericht Lehe                                                                       |
| Amtsgericht Beverstedt                | Beverstedt                  | Obergericht Lehe       | Amt Beverstedt | 1859                                         | Amtsgericht Osterholz und Amtsgericht Lehe                                             |
| Amtsgericht Dorum                     | Dorum                       | Obergericht Lehe       | Amt Dorum |                                              | 0                                                                                      |
| Amtsgericht Hagen                     | Hagen im Bremischen         | Obergericht Lehe       | Amt Hagen | 1976                                         | 0                                                                                      |
| Amtsgericht Lehe                      | Lehe (Emsland)              | Obergericht Lehe       | Amt Lehe | 1942                                         | 0                                                                                      |
| Amtsgericht Otterndorf                | Otterndorf                  | Obergericht Lehe       | Amt Otterndorf und Stadt Otterndorf | besteht                                      | 0                                                                                      |
| Amtsgericht Artlenburg                | Artlenburg                  | Obergericht Lüneburg   | Amt Artlenburg | 1859                                         | Amtsgericht Lüneburg                                                                   |
| Amtsgericht Bleckede                  | Bleckede                    | Obergericht Lüneburg   | Amt Bleckede | 1973                                         | 0                                                                                      |
| Amtsgericht Bodenteich                | Bad Bodenteich              | Obergericht Lüneburg   | Amt Bodenteich | 1859                                         | Amtsgericht Uelzen                                                                     |
| Amtsgericht Ebstorf                   | Ebstorf                     | Obergericht Lüneburg   | Amt Ebstorf | 1859                                         | Amtsgericht Medingen                                                                   |
| Amtsgericht Hamburg-Harburg           | Hamburg-Harburg             | Obergericht Lüneburg   | Amt Harburg, Amt Hittfeld zu Harburg, Stadt Harburg und das Amt Wilhelmsburg | besteht                                      | 0                                                                                      |
| Amtsgericht Lüneburg                  | Lüneburg                    | Obergericht Lüneburg   | Amt Lüne und Stadt Lüneburg | besteht                                      | 0                                                                                      |
| Amtsgericht Medingen                  | Medingen (Bad Bevensen)     | Obergericht Lüneburg   | Amt Medingen | 1973                                         | 0                                                                                      |
| Amtsgericht Salzhausen                | Salzhausen                  | Obergericht Lüneburg   | Amt Salzhausen | 1859                                         | Amtsgericht Winsen                                                                     |
| Amtsgericht Tostedt                   | Tostedt                     | Obergericht Lüneburg   | Amt Moisburg | besteht                                      | 0                                                                                      |
| Amtsgericht Uelzen                    | Uelzen                      | Obergericht Lüneburg   | Stadt Uelzen und das Amt Oldenstadt | besteht                                      | 0                                                                                      |
| Amtsgericht Winsen                    | Winsen an der Luhe          | Obergericht Lüneburg   | Amt Winsen an der Luhe, Stadt Winsen an der Luhe und Amt Pattensen zu Winsen an der Luhe | besteht                                      | 0                                                                                      |
| Amtsgericht Aschendorf                | Aschendorf (Papenburg)      | Obergericht Meppen     | Amt Aschendorf | 1875                                         | 0                                                                                      |
| Amtsgericht Bentheim                  | Bad Bentheim                | Obergericht Meppen     | Amt Bentheim, den Flecken Bentheim und die Stadt Schüttdorf | 1973                                         | 0                                                                                      |
| Amtsgericht Freren                    | Freren                      | Obergericht Meppen     | Amt Freren | 1971                                         | 0                                                                                      |
| Amtsgericht Haselünne                 | Haselünne                   | Obergericht Meppen     | Amt Haselünne und die Stadt Haselünne | 1875                                         | 0                                                                                      |
| Amtsgericht Hümmling                  | Sögel                       | Obergericht Meppen     | Amt Hümmling | 1974                                         | 0                                                                                      |
| Amtsgericht Lingen                    | Lingen (Ems)                | Obergericht Meppen     | Amt Lingen und Stadt Lingen | besteht                                      | 0                                                                                      |
| Amtsgericht Meppen                    | Meppen                      | Obergericht Meppen     | Amt Meppen und die Stadt Meppen | besteht                                      | 0                                                                                      |
| Amtsgericht Neuenhaus                 | Neuenhaus                   | Obergericht Meppen     | Amt Neuenhaus | 1973                                         | 0                                                                                      |
| Amtsgericht Papenburg                 | Papenburg                   | Obergericht Meppen     | Amt Papenburg | besteht                                      | 0                                                                                      |
| Amtsgericht Bruchhausen               | Bruchhausen-Vilsen          | Obergericht Nienburg   | Amt Bruchhausen | 1973                                         | 0                                                                                      |
| Amtsgericht Diepenau                  | Diepenau                    | Obergericht Nienburg   | Amt Diepenau | 1845                                         | Amtsgericht Uchte                                                                      |
| Amtsgericht Diepholz                  | Diepholz                    | Obergericht Nienburg   | Amt Diepholz und Amt Auburg zu Diepholz | besteht                                      | 0                                                                                      |
| Amtsgericht Ehrenburg                 | Ehrenburg (Niedersachsen)   | Obergericht Nienburg   | Amt Ehrenburg | 1859                                         | Amtsgericht Freudenberg                                                                |
| Amtsgericht Freudenberg               | Burg Freudenberg (Bassum)   | Obergericht Nienburg   | Amt Freudenberg | 1974                                         | Amtsgericht Syke                                                                       |
| Amtsgericht Harpstedt                 | Harpstedt                   | Obergericht Nienburg   | Amt Harpstedt | 1859                                         | Amtsgericht Freudenberg                                                                |
| Amtsgericht Hoya                      | Hoya                        | Obergericht Nienburg   | Amt Hoya und das Amt Martfeld zu Hoya | 2010                                         | Amtsgericht Nienburg                                                                   |
| Amtsgericht Lemförde                  | Lemförde                    | Obergericht Nienburg   | Amt Lemförde | 1859                                         | Amtsgericht Diepholz                                                                   |
| Amtsgericht Nienburg                  | Nienburg/Weser              | Obergericht Nienburg   | Amt Nienburg und Stadt Nienburg | besteht                                      | 0                                                                                      |
| Amtsgericht Rehburg                   | Rehburg                     | Obergericht Nienburg   | Amt Rehburg | 1859                                         | Amtsgericht Stolzenau                                                                  |
| Amtsgericht Schwarme                  | Schwarme                    | Obergericht Nienburg   | Amt Schwarme | 1859                                         | Amtsgericht Bruchhausen und andere                                                     |
| Amtsgericht Stolzenau                 | Stolzenau                   | Obergericht Nienburg   | Amt Stolzenau | besteht                                      | 0                                                                                      |
| Amtsgericht Sulingen                  | Sulingen                    | Obergericht Nienburg   | Amt Sulingen | besteht                                      | 0                                                                                      |
| Amtsgericht Syke                      | Syke                        | Obergericht Nienburg   | Amt Syke und Amt Brinkum zu Syke | besteht                                      | 0                                                                                      |
| Amtsgericht Uchte                     | Uchte                       | Obergericht Nienburg   | Amt Uchte | 1973                                         | Amtsgericht Stolzenau                                                                  |
| Amtsgericht Westen                    | Westen (Dörverden)          | Obergericht Nienburg   | Amt Westen | 1859                                         | Amtsgericht Verden                                                                     |
| Amtsgericht Wölpe                     | Erichshagen-Wölpe           | Obergericht Nienburg   | Amt Wölpe | 1859                                         | Amtsgericht Nienburg                                                                   |
| Amtsgericht Bersenbrück               | Bersenbrück                 | Obergericht Osnabrück  | Amt Bersenbrück | besteht                                      | 0                                                                                      |
| Amtsgericht Fürstenau                 | Fürstenau                   | Obergericht Osnabrück  | Amt Fürstenau | 1972                                         | 0                                                                                      |
| Amtsgericht Grönenberg                | Melle                       | Obergericht Osnabrück  | Amt Gröneberg zu Melle und das Amt Melle | 1972                                         | 0                                                                                      |
| Amtsgericht Iburg                     | Bad Iburg                   | Obergericht Osnabrück  | Amt Iburg und Amt Dissen zu Iburg | besteht                                      | 0                                                                                      |
| Amtsgericht Osnabrück                 | Osnabrück                   | Obergericht Osnabrück  | Amt Osnabrück und Amt Schledehausen zu Osnabrück | besteht                                      | 0                                                                                      |
| Amtsgericht Quakenbrück               | Quakenbrück                 | Obergericht Osnabrück  | Amt Quakenbrück und Stadt Quakenbrück | 1859                                         | Amtsgericht Bersenbrück                                                                |
| Amtsgericht Stadt Osnabrück           | Osnabrück                   | Obergericht Osnabrück  | Stadt Osnabrück | 1859                                         | Amtsgericht Osnabrück                                                                  |
| Amtsgericht Vörden                    | Neuenkirchen-Vörden         | Obergericht Osnabrück  | Amt Vörden zu Malgarten |                                              | 0                                                                                      |
| Amtsgericht Wittlage                  | Wittlage                    | Obergericht Osnabrück  | Amt Wittlage und das Amt Hunteburg zu Wittlage | 1920                                         | Amtsgericht Bad Essen                                                                  |
| Amtsgericht Clausthal                 | Clausthal                   | Obergericht Osterode   | Stadt Clausthal und Teile des Amtes Zellerfeld | 1859                                         | Amtsgericht Zellerfeld                                                                 |
| Amtsgericht Duderstadt                | Duderstadt                  | Obergericht Osterode   | Amt Duderstadt und Stadt Duderstadt | besteht                                      | 0                                                                                      |
| Amtsgericht Elbingerode               | Elbingerode (Harz)          | Obergericht Osterode   | Amt Elbingerode | 1882                                         | Amtsgericht Wernigerode                                                                |
| Amtsgericht Gieboldehausen            | Gieboldehausen              | Obergericht Osterode   | Amt Gieboldehausen | 1932                                         | Amtsgericht Duderstadt                                                                 |
| Amtsgericht Herzberg am Harz          | Herzberg am Harz            | Obergericht Osterode   | Amt Herzberg (Harz) | besteht                                      | 0                                                                                      |
| Amtsgericht Hohnstein                 | Neustadt/Harz               | Obergericht Osterode   | Amt Hohnstein zu Neustadt unterm Hohnstein | 1866                                         | Amtsgericht Ilfeld                                                                     |
| Amtsgericht Lindau (Eichsfeld)        | Lindau (Eichsfeld)          | Obergericht Osterode   | Amt Lindau | 1859                                         | Amtsgericht Gieboldehausen und Amtsgericht Osterode am Harz                            |
| Amtsgericht Osterode am Harz          | Osterode am Harz            | Obergericht Osterode   | Amt Osterode und Stadt Osterode | besteht                                      | 0                                                                                      |
| Amtsgericht Scharzfeld                | Scharzfeld                  | Obergericht Osterode   | Amt Scharzfeld zu Lauterberg | 1859                                         | Amtsgericht Herzberg                                                                   |
| Amtsgericht St. Andreasberg           | Sankt Andreasberg           | Obergericht Osterode   | Amt St. Andreasberg | 1859                                         | Amtsgericht Zellerfeld                                                                 |
| Amtsgericht Westerhof                 | Westerhof                   | Obergericht Osterode   | Amt Echte | 1859                                         | Amtsgericht Osterode am Harz                                                           |
| Amtsgericht Clausthal-Zellerfeld      | Zellerfeld                  | Obergericht Osterode   | Stadt Zellerfeld und Teile des Amtes Zellerfeld | besteht                                      | 0                                                                                      |
| Amtsgericht Bremervörde               | Bremervörde                 | Obergericht Stade      | Amt Bremervörde und Flecken Bremervörde | besteht                                      | 0                                                                                      |
| Amtsgericht Bützfleth                 | Stade                       | Obergericht Stade      | Amt Stade und aus dem Amt Wischhafen die Orte die zu den Kirchspielen Bützfleth und Assel gehören oder nach Stade pfarren | 1859                                         | Amtsgericht Stade                                                                      |
| Amtsgericht Buxtehude                 | Buxtehude                   | Obergericht Stade      | Amt Horneburg und die Stadt Buxtehude | besteht                                      | 0                                                                                      |
| Amtsgericht Freiburg/Elbe             | Freiburg/Elbe               | Obergericht Stade      | Amt Freiburg | 1973                                         | 0                                                                                      |
| Amtsgericht Harsefeld                 | Harsefeld                   | Obergericht Stade      | Amt Harsefeld | 1859                                         | Amtsgericht Buxtehude                                                                  |
| Amtsgericht Himmelpforten             | Himmelpforten               | Obergericht Stade      | Amt Himmelpforten | 1859                                         | Amtsgericht Osten und Amtsgericht Stade                                                |
| Amtsgericht Jork                      | Jork                        | Obergericht Stade      | Amt Jork | 1972                                         | Amtsgericht Buxtehude                                                                  |
| Amtsgericht Neuhaus an der Oste       | Neuhaus an der Oste         | Obergericht Stade      | Amt Neuhaus an der Oste | 1973                                         | Amtsgericht Otterndorf                                                                 |
| Amtsgericht Osten                     | Osten (Oste)                | Obergericht Stade      | Amt Osten | 1973                                         | Amtsgericht Stade                                                                      |
| Amtsgericht Stade                     | Stade                       | Obergericht Stade      | Stadt Stade | besteht                                      | 0                                                                                      |
| Amtsgericht Wischhafen                | Wischhafen                  | Obergericht Stade      | aus dem Amt Wischhafen die Orte die nicht zu den Kirchspielen Bützfleth und Assel gehören oder nach Stade pfarren | 1859                                         | Amtsgericht Freiburg/Elbe                                                              |
| Amtsgericht Achim                     | Achim (Landkreis Verden)    | Obergericht Verden     | Amt Achim | besteht                                      | 0                                                                                      |
| Amtsgericht Bremen-Blumenthal         | Bremen                      | Obergericht Verden     | Amt Blumenthal | besteht                                      | 0                                                                                      |
| Amtsgericht Lesum                     | Burglesum                   | Obergericht Verden     | Amt Lesum | 1859                                         | Amtsgericht Blumenthal                                                                 |
| Amtsgericht Lilienthal                | Lilienthal                  | Obergericht Verden     | Amt Lilienthal |                                              | 0                                                                                      |
| Amtsgericht Osterholz                 | Osterholz-Scharmbeck        | Obergericht Verden     | Amt Osterholz | besteht als Amtsgericht Osterholz-Scharmbeck | 0                                                                                      |
| Amtsgericht Ottersberg                | Ottersberg                  | Obergericht Verden     | Amt Ottersberg | 1859                                         | teilweise nach Amtsgericht Osterholz                                                   |
| Amtsgericht Rotenburg (Wümme)         | Rotenburg (Wümme)           | Obergericht Verden     | Amt Rotenburg | besteht                                      | 0                                                                                      |
| Amtsgericht Schneverdingen            | Schneverdingen              | Obergericht Verden     | Amt Schneverdingen | 1859                                         | Amtsgericht Soltau                                                                     |
| Amtsgericht Verden                    | Verden                      | Obergericht Verden     | Amt Verden und die Stadt Verden | besteht                                      | 0                                                                                      |
| Amtsgericht Zeven                     | Zeven                       | Obergericht Verden     | Amt Zeven | besteht                                      | 0                                                                                      |